# Li Shilong
Pour les articles homonymes, voir Li.
Dans ce nom, le nom de famille, Li, précède le nom personnel.
Li Shilong est un joueur d'échecs chinois né le 10 août 1977.
Au 1er février 2021, il est le 52e joueur chinois, avec un classement Elo de 2 436 points.

## Carrière
En 1995, Li Shilong finit deuxième du championnat de Chine d'échecs disputé à  Fuling. En 1997, il termina à la 11e-16e place ex æquo du  championnat du monde d'échecs junior avec 8 points sur 13.
En 2001, il remporta l'open d'Agneaux. En mai 2002. il finit 1er-3e du championnat open de Chine avec 6,5 points sur 9. puis il fut battu en demi-finale du championnat de Chine à élimination directe disputé en septembre 2002. En 2003, il remporta l'open de Kuala Lumpur.
Ces résultats lui permirent d'obtenir le titre de grand maître international  en 2002.
Li Shilong finit deuxième (médaille d'argent) du championnat d'Asie d'échecs en 2005 avec 7 points sur 9. Grâce à ce succès, Li Shilong participa à la  Coupe du monde d'échecs 2005 à Khanty-Mansiïsk où il fut battu au premier tour par Francisco Vallejo Pons après départages en parties rapides. En avril 2006, il marqua 7,5 points sur 13 au tournoi Corus C à Wijk aan Zee et 5,5 points sur 11 au championnat de Chine.
En septembre 2008, il remporta la coupe Prosper Pichay à Parañaque avec 7,5 points sur 9 devant les meilleurs joueurs asiatiques et philippins Ehsan Ghaem Maghami, Saidali Iuldachev, Zhang Zhong, Mchedeshvili, Wesley So, Murtas Kazhgaleïev, Mark Paragua. En 2010, il finit quatrième ex æquo du championnat de Chine remporté par Wang Hao.